# Île des Pins

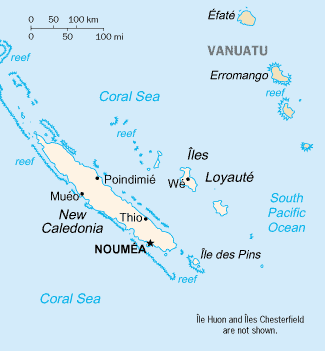
Översiktskarta

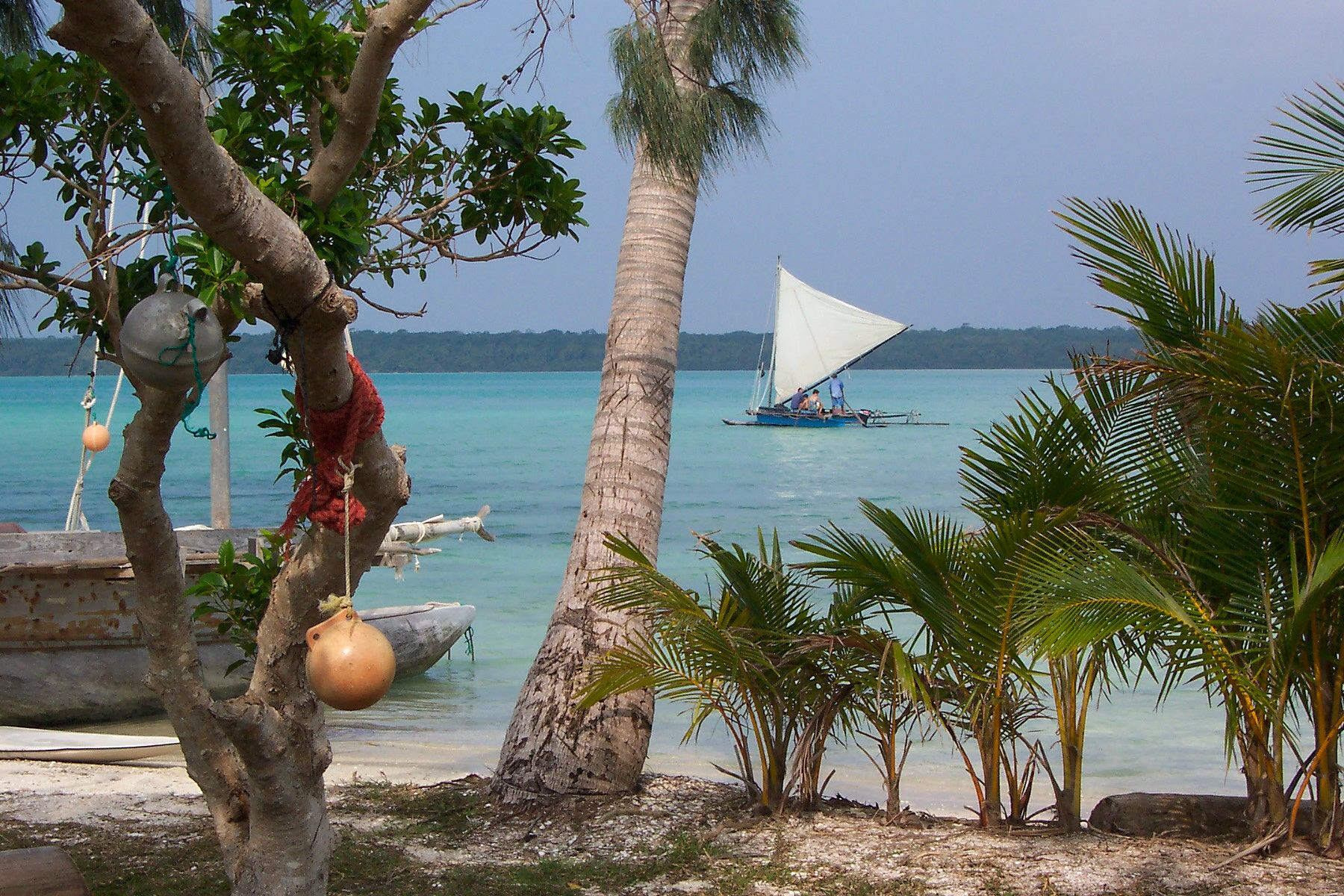
Île des Pins

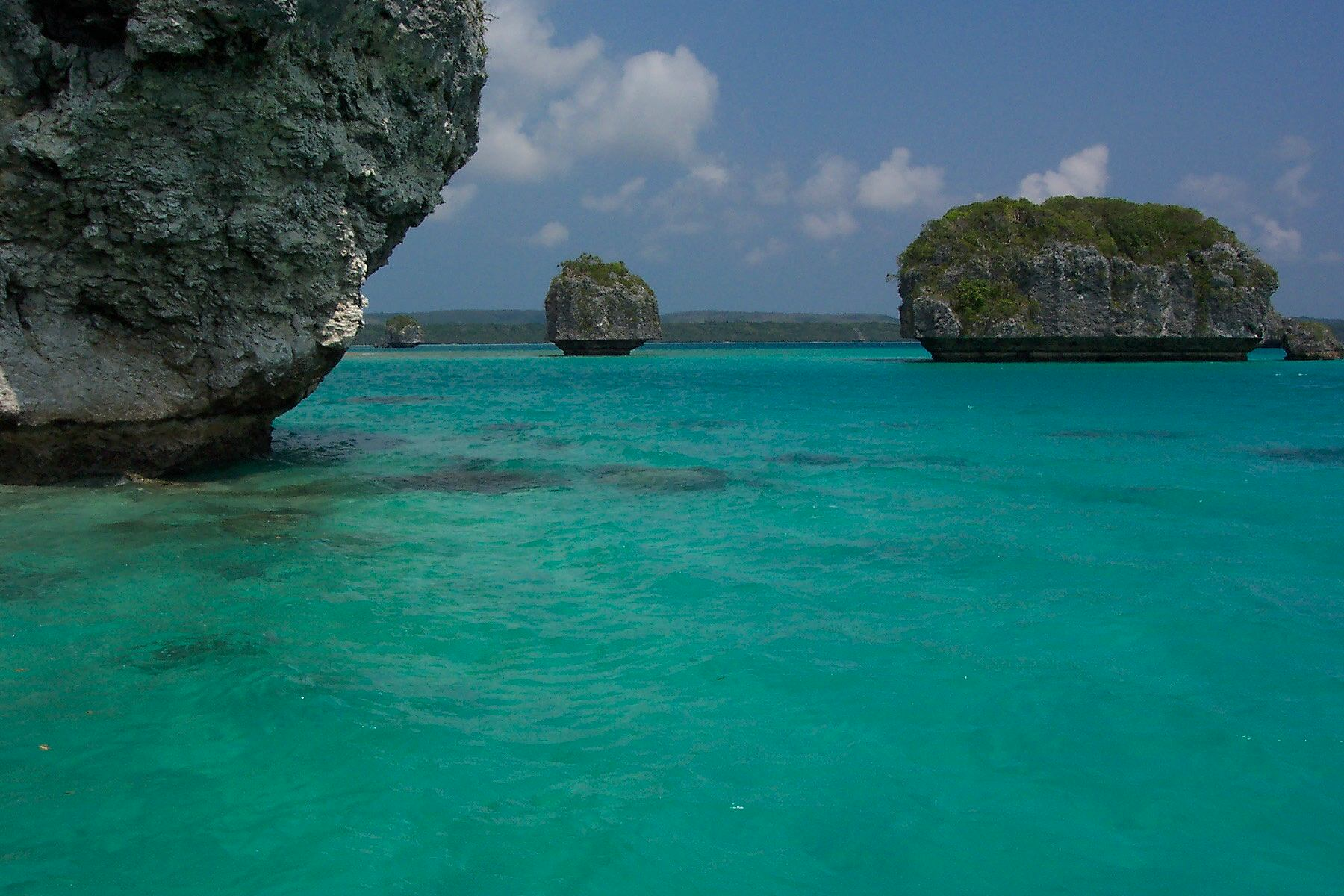
Upi-viken

Île des Pins eller Tallön[källa behövs] (kanak Kunyié) är en ö i Nya Kaledonien  i västra Stilla havet.

## Geografi
Île des Pins-ön är en del av Province Sud längst söderut i Nya Kaledonien och ligger ca 80 km sydöst om Nouméa på huvudön Grande Terre. De geografiska koordinaterna är 22° 35′ S och 167° 27′ Ö.
Ön är en korallö. Den har en area om 152 km² med en längd på 18 km och en bredd på 14 km. Den ligger inom Nya Kaledoniens barriärrev.
Île des Pins har cirka 2 000 invånare. Den högsta höjden är Pic N'ga på 260 meter över havet. Huvudorten heter Vao och ligger på öns södra del. Det finns en rad tropiska stränder, främst La baie d’Oro, La baie d’Upi, Kuto och Kanuméra. Omkring ön ligger en rad småöar, bland andra Koutomo och Brosse. Tillsammans utgör de kommunen L'Île-des-Pins.
Ön har en liten flygplats (flygplatskod "ILP") för lokalflyg.

## Historia
Île des Pins beboddes troligen av melanesier sedan lång tid. Ön upptäcktes av den brittiske utforskaren James Cook under hans andra expedition till Stilla havet. Han namngav dem efter de långa tallarna.
Kring 1840 anlände såväl katolska som protestantiska missionärer till ön.
1853 blev ön tillsammans med övriga Nya Kaledonien en fransk koloni. Från 1872 använde Frankrike ön som straffkoloni för många av de som dömdes och deporterades efter Pariskommunens fall 1871.
I dag är ön ett av de populäraste turistmålen inom Nya Kaledonien.